# Ryszard Witke
Ryszard Witke (ur. 9 listopada 1939 w Sanoku, zm. 27 października 2020 w Karpaczu) – polski skoczek narciarski, dwukrotny olimpijczyk igrzysk w Innsbrucku 1964 i Grenoble 1968, czwarty zawodnik Zimowej Uniwersjady 1960, mistrz Polski z 1972, trener skoków i kombinacji norweskiej, Zasłużony Mistrz Sportu.

## Życiorys

### Przebieg kariery
Od dzieciństwa trenował razem z braćmi narciarstwo. Pierwsze skoki oddawał na budowanych ze śniegu niewielkich obiektach. Wkrótce zwyciężył w igrzyskach województwa wrocławskiego w narciarstwie alpejskim. Wstąpił wówczas do klubu Sport Budowlani Karpacz, a jego trenerem został Włodzimierz Daszkiewicz. Po uzyskaniu od niego profesjonalnych nart rozpoczął starty na Orlinku w coniedzielnych konkursach. W 1953, w wieku 14 lat, zwyciężył po raz pierwszy.
Od 1958 reprezentował Śnieżkę Karpacz. Wystartował wówczas na mistrzostwach Polski w Szczyrku – w konkursie juniorów doznał upadku i zajął szóste miejsce, zaś w zawodach seniorów był czwarty. Został powołany do kadry młodzieżowej, a rok później do reprezentacji Polski. Wystartował na Zimowej Uniwersjadzie 1960 w Chamonix, gdzie zajął 4. miejsce.
W 1960 wstąpił do klubu AZS Wrocław, a jego szkoleniowcem został Bronisław Haczkiewicz. Wówczas po raz pierwszy wystartował w Turnieju Czterech Skoczni. W debiutanckim konkursie w Oberstdorfie był 28. Najwyżej sklasyfikowany został w Bischofshofen, gdzie był 14. Na mistrzostwach Polski w 1961 zdobył brązowy medal.
W 1962 został wicemistrzem Polski na średniej skoczni. Przed mistrzostwami świata w Zakopanem wskutek upadku na Wielkiej Krokwi złamał nadgarstek i miał wstrząs mózgu. W 1963 zdobył złoty medal mistrzostw Polski. Podczas konkursu w Garmisch-Partenkirchen na 12. Turnieju Czterech Skoczni doznał groźnego upadku, który skutkował trzytygodniowym usztywnieniem gipsowym gorsetem. Wcześniej w Oberstdorfie zajął 16. miejsce.
Na Zimowych Igrzyskach Olimpijskich 1964 startował osłabiony ze względu na niedawną kontuzję. W konkursie na normalnej skoczni oddał skoki na odległość 67 m, 73,5 m i 72 m i zajął 45. miejsce. Jego próby zostały słabo ocenione przez sędziów – pomiędzy 13 a 15 punktami. Na dużej natomiast był 35., po skokach na 86 m, 78 m i 74 m. Wystąpił w dwóch konkursach 13. Turniej Czterech Skoczni – w Oberstdorfie uplasował się na 18. pozycji, zaś w Innsbrucku na 9.
W 1964 i 1965 zdobył brązowe medale mistrzostw Polski na dużej skoczni. W 1965 i 1966 wygrał Memoriał Bronisława Czecha i Heleny Marusarzówny.
W 1966 roku przed narciarskimi mistrzostwami świata w Oslo złamał rękę, ale wystartował z ręką w gipsie. Na normalnej skoczni Holmenkollen zajął 7. miejsce, po skokach na 75,5 m i 72 m. Po mistrzostwach wygrał Turniej Norweski. Wkrótce odbył się wygrany przez Witkego konkurs w Japonii, gdzie nagrodę wręczył mu cesarz Hirohito. Sezon ten skoczek uznał za najlepszy w karierze, dostał wówczas mieszkanie w Warszawie w nagrodę za dobre wyniki od ówczesnego Ministra Budownictwa.
W 15. Turnieju Czterech Skoczni zajął 24. miejsce w klasyfikacji generalnej.
W sezonie 1967/1968 wygrał konkurs w Szczyrku i zajął trzecie miejsce w Szczyrbskim Jeziorze. Zachorował na zapalenie rogówki, co zaskutkowało słabym występem na Zimowych Igrzyskach Olimpijskich 1968 w Grenoble. Sklasyfikowano go na 32. miejscu na średniej skoczni, po skokach na 73,5 m i 68,5 m, a na dużej uplasował się pozycję wyżej, skacząc 88,5 m i 88 m.
W 17. Turnieju Czterech Skoczni uplasował się na 22. miejscu. Rok później był 37.
W 1971 zdobył brązowy medal mistrzostw Polski na średniej skoczni. Jego ostatni start na arenie międzynarodowej nastąpił 6 stycznia 1972 w Bischofshofen, zajął wówczas 65. miejsce. Naderwanie mięśnia dwugłowego uda wymusiło na nim zakończenie kariery.

### Po zakończeniu kariery
Witke przyczynił się do przebudowy skoczni w Karpaczu i Lubawce. Rozpoczął prowadzenie zajęć na Akademii Wychowania Fizycznego w Katowicach. Zdobył też uprawnienia trenera skoków narciarskich i kombinacji norweskiej. Pracował jako trener w Śnieżce Karpacz, prowadził m.in. Mirosława Grafa. Był też rehabilitantem w Dziecięcym Sanatorium Przeciwgruźliczym. Pracował jako sędzia FIS.

## Sprzęt narciarski
Jako dziecko używał ponaddwumetrowych niemieckich nart. Swoje pierwsze dwie pary profesjonalnych nart dostał z klubu Budowlani – zjazdowe marki Romminger i skokowe.
Następnie skakał na nartach Splitkain, w latach sześćdziesiątych startował na sprzęcie marki Krokiew i Popp, korzystał ze stroju z elastiku. Używał wiązań linkowych Kandahar. Obuwie narciarskie pochodziło z Polski.

## Osiągnięcia

### Igrzyska olimpijskie
| Miejsce | Dzień       | Rok  | Miejscowość | Skocznia                   | Punkt K | Konkurs  | Skok 1 | Skok 2 | Skok 3 | Nota      | Strata   | Zwycięzca          |
| ------- | ----------- | ---- | ----------- | -------------------------- | ------- | -------- | ------ | ------ | ------ | --------- | -------- | ------------------ |
| 45.     | 31 stycznia | 1964 | Innsbruck   | Toni-Seelos-Olympiaschanze | K-70    | indywid. | 67,0 m | 73,5 m | 72,0 m | 186,1 pkt | 43,8 pkt | Veikko Kankkonen   |
| 35.     | 9 lutego    | 1964 | Innsbruck   | Bergisel                   | K-90    | indywid. | 86,0 m | 78,0 m | 74,0 m | 187,3 pkt | 43,4 pkt | Toralf Engan       |
| 32.     | 11 lutego   | 1968 | Grenoble    | Le Claret                  | K-90    | indywid. | 73,5 m | 68,5 m | –      | 190,3 pkt | 26,2 pkt | Jiří Raška         |
| 31.     | 18 lutego   | 1968 | Grenoble    | Dauphine                   | K-112   | indywid. | 88,5 m | 88,0 m | –      | 179,4 pkt | 51,9 pkt | Władimir Biełousow |

### Mistrzostwa świata w narciarstwie klasycznym
| Miejsce | Dzień     | Rok  | Miejscowość | Skocznia     | Punkt K | Konkurs  | Skok 1 | Skok 2 | Nota      | Strata   | Zwycięzca     |
| ------- | --------- | ---- | ----------- | ------------ | ------- | -------- | ------ | ------ | --------- | -------- | ------------- |
| 7.      | 19 lutego | 1966 | Oslo        | Holmenkollen | K-85    | indywid. | 75,5 m | 72 m   | 210,1 pkt | 24,5 pkt | Bjørn Wirkola |
| 25.     | 27 lutego | 1966 | Oslo        | Holmenkollen | K-75    | indywid. | 73,5 m | 77 m   | 178,3 pkt | 37,0 pkt | Bjørn Wirkola |

### Uniwersjada
- Zimowa Uniwersjada 1964: 4. miejsce w skokach narciarskich

### Turniej Czterech Skoczni
| 10. Turniej Czterech Skoczni |                        |           |               |       |
| Oberstdorf                   | Garmisch-Partenkirchen | Innsbruck | Bischofshofen | klas. |
| 28                           | 25                     | 36        | 14            | 19    |
| 12. Turniej Czterech Skoczni |                        |           |               |       |
| Oberstdorf                   | Garmisch-Partenkirchen | Innsbruck | Bischofshofen | klas. |
| 16                           | 74                     | –         | –             | ?     |
| 13. Turniej Czterech Skoczni |                        |           |               |       |
| Oberstdorf                   | Garmisch-Partenkirchen | Innsbruck | Bischofshofen | klas. |
| 18                           | 14                     | 9         | 27            | 12    |
| 15. Turniej Czterech Skoczni |                        |           |               |       |
| Oberstdorf                   | Garmisch-Partenkirchen | Innsbruck | Bischofshofen | klas. |
| 62                           | 11                     | 23        | 11            | 24    |
| 16. Turniej Czterech Skoczni |                        |           |               |       |
| Oberstdorf                   | Garmisch-Partenkirchen | Innsbruck | Bischofshofen | klas. |
| 18                           | 39                     | 9         | 11            | 10    |
| 17. Turniej Czterech Skoczni |                        |           |               |       |
| Oberstdorf                   | Garmisch-Partenkirchen | Innsbruck | Bischofshofen | klas. |
| 23                           | 26                     | 46        | 11            | 22    |
| 18. Turniej Czterech Skoczni |                        |           |               |       |
| Oberstdorf                   | Garmisch-Partenkirchen | Innsbruck | Bischofshofen | klas. |
| 41                           | 54                     | 53        | 19            | 37    |
| 19. Turniej Czterech Skoczni |                        |           |               |       |
| Oberstdorf                   | Garmisch-Partenkirchen | Innsbruck | Bischofshofen | klas. |
| 36                           | 12                     | 29        | 18            | 18    |
| 20. Turniej Czterech Skoczni |                        |           |               |       |
| Oberstdorf                   | Garmisch-Partenkirchen | Innsbruck | Bischofshofen | klas. |
| 75                           | 74                     | 74        | 65            | 61    |

### Mistrzostwa Polski
- mistrzostwo: 1963
- wicemistrzostwo: 1962
- brązowy medal: 1961, 1964, 1965, 1971.

## Życie prywatne
Był synem Franciszka i Ireny Witke. Jego młodsi bracia, Jerzy i Andrzej uprawiali narciarstwo alpejskie.
W dzieciństwie był harcerzem. W 1957 ukończył Liceum Ogólnokształcące w Karpaczu, a pięć lat później Wyższą Szkołę Wychowania Fizycznego we Wrocławiu uzyskując tytuł magistra wychowania fizycznego.
Mieszkał w Karpaczu. Żonaty dwukrotnie, od 1966 z Bożeną Cedro – wielokrotną mistrzynią Polski w pływaniu. Po ślubie zamieszkali w Warszawie, gdzie Ryszard Witke mieszkał do 1972 roku. Z pierwszego małżeństwa miał syna Roberta, który podobnie jak ojciec uprawiał skoki narciarskie (wystartował w konkursie Pucharu Świata w Zakopanem w sezonie 1989/1990 i zajął 59. pozycję; skakał też na Mistrzostwach Świata w Lotach Narciarskich 1986). Z drugiego małżeństwa miał córkę Martę.
Zmarł 27 października 2020 w Karpaczu.